# Countering America’s Adversaries Through Sanctions Act
Der Countering America’s Adversaries Through Sanctions Act (englisch für: „Gesetz zur Bekämpfung von Amerikas Widersachern durch Sanktionen“; abgekürzt CAATSA) ist ein Bundesgesetz der Vereinigten Staaten von Amerika, das bereits vorher bestehende Sanktionen gegen den Iran, Nordkorea und Russland verschärft und auch gegen europäische Firmen zur Anwendung kommen soll.
Das Gesetz wurde am 2. August 2017 durch Präsident Donald Trump widerstrebend unterzeichnet.
Es enthält die Maßnahmen des Countering Russian Influence in Europe and Eurasia Act, den der demokratische Senator Ben Cardin im Mai 2017 eingebracht hatte wegen Russlands Einflussnahme auf die US-Wahlen 2016 und Russlands Angriffe in Ukraine und Syrien. 
Der deutsche Außenminister Sigmar Gabriel und Österreichs Bundeskanzler Christian Kern lehnten die darin vorgesehenen extraterritorialen Wirtschaftssanktionen als völkerrechtswidrig ab.
Am 29. Januar 2018 veröffentlichte das US-Finanzministerium den CAATSA Report, eine Liste mit 210 russischen Personen, die für zukünftige Sanktionen infrage kämen, darunter alle führenden Mitglieder der russischen Regierung und Besitzer großer russischer Unternehmen.
Im April und Juni 2018 veröffentlichte das US-Finanzministerium auf Grundlage von CAATSA neue Sanktionen gegen insgesamt 29 russische Personen und 17 russische Unternehmen.
Unter Bezugnahme auf CAATSA wurde der Aufbau der Erdgasleitung Nord Stream 2 verzögert. Es geht in dem Gesetz auch darum, „dem Export von US-Energieressourcen den Vorrang zu geben, um amerikanische Jobs zu schaffen“.
Unter Bezugnahme auf Abschnitt 231 des CAATSA verhängten die USA im Dezember 2020 Sanktionen gegen ihren NATO-Bündnispartner Türkei, weil das dem Büro des türkischen Staatspräsidenten unterstehende Direktorat für Verteidigungsindustrie (Savunma Sanayii Başkanlığı, SSB) das russische Raketenabwehrsystem S-400 Triumf beschafft hatte.